# Siergiej Urałow

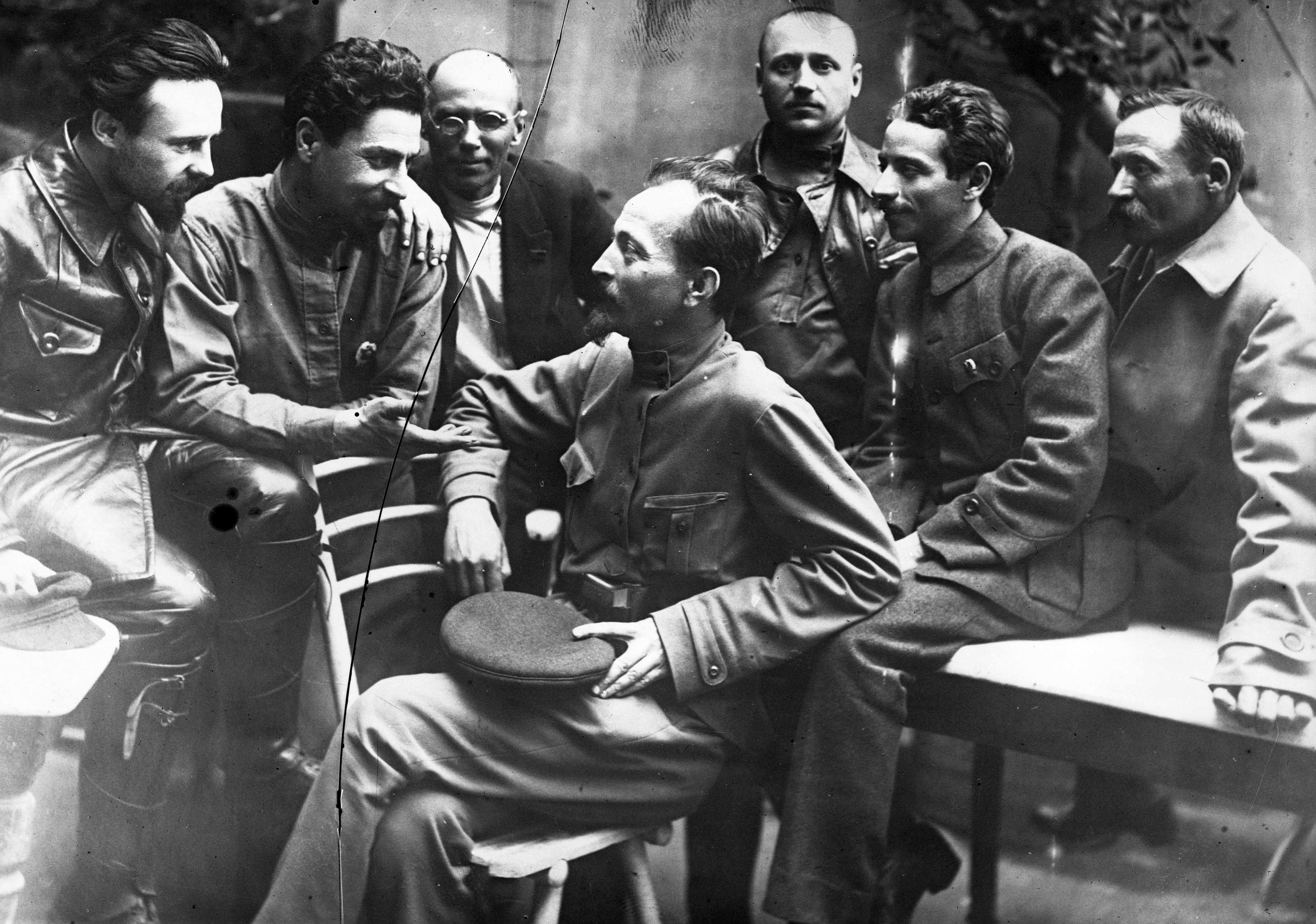
Siergiej Urałow (1. z lewej) wśród członków Kolegium Czeki, ok. 1918–1919 r.

Siergiej Gierasimowicz Urałow, właśc. Kislakow (ros. Сергей Герасимович Ура́лов (Кисляков), ur. 13 października 1893 w guberni orenburskiej, zm. 23 czerwca 1969 w Moskwie) – radziecki polityk.
1912-1917 studiował w Saratowskiej Uczelni Chemiczno-Mechanicznej, od 1914 w SDPRR(b), 1916 dwukrotnie aresztowany. Od 1918 szef Wydziału Czeki przy Radzie Komisarzy Ludowych RFSRR, członek Kolegium Czeki przy Radzie Komisarzy Ludowych ZSRR, przewodniczący gubernialnej Czeki w Omsku, pełnomocnik Czeki na Syberii, sekretarz Czeki. Od maja 1920 pracował kolejno w Sownarchozie, Ludowym Komisariacie Inspekcji Robotniczo-Chłopskiej ZSRR, Ludowym Komisariacie Komunikacji Drogowej ZSRR i Radzie Komisarzy Ludowych RFSRR. Od 13 lipca 1930 do 26 stycznia 1934 członek Centralnej Komisji Kontroli WKP(b), od 11 lutego 1934 do 1939 członek Komisji Kontroli Radzieckiej przy Radzie Komisarzy Ludowych ZSRR. Jako jeden z nielicznych wysokiej rangi czekistów uniknął aresztowania i śmierci podczas wielkich czystek stalinowskich. 1941-1945 służył w Armii Czerwonej, 1945-1953 pracował w Mińskim Komitecie Obwodowym Komunistycznej Partii (bolszewików) Białorusi, następnie na emeryturze. Odznaczony Orderem Lenina i Orderem Czerwonej Gwiazdy. Pochowany na Cmentarzu Nowodziewiczym.